# Slovenská Volová
Slovenská Volová est un village de Slovaquie situé dans la région de Prešov.

## Histoire
Première mention écrite du village en 1451.

## Démographie

### Évolution de la population
| Année:               | 1994. | 2004.    | 2014.   | 2024.   |
| -------------------- | ----- | -------- | ------- | ------- |
| Nombre de personnes: | 433   | 493      | 541     | 581     |
| Différence:          |       | +13,85 % | +9,73 % | +7,39 % |

| Année:               | 2023. | 2024.   |
| -------------------- | ----- | ------- |
| Nombre de personnes: | 577   | 581     |
| Différence:          |       | +0,69 % |